# Clubbiedean Reservoir
Das Clubbiedean Reservoir ist ein Stausee in Schottland.

## Geographie
Der etwa 440 m lange und maximal 130 m breite See liegt im Süden der Council Area Edinburgh vor der Westflanke der Pentland Hills. Rund 2,5 km nördlich beginnen die südlichen Ausläufer Edinburghs. Östlich beziehungsweise südöstlich erheben sich Capelaw Hill (454 m) und Harbour Hill (421 m).
Verschiedene Bergbäche speisen den kleinen Stausee. Den wesentlichen Zufluss bildet hierbei der an den Hängen des Harbour Hill entspringende Clubbiedean Burn. Der am abschließenden Erdwall von der Ostseite abgehende Abfluss mündet rund 200 m nördlich in den nebengelegenen Stausee Torduff Reservoir. Der aus diesem See abfließende Bonaly Burn vereint sich nach kurzer Strecke mit dem aus dem Bonaly Reservoir abgehenden Dean Burn.

## Geschichte
Die Bauarbeiten zur Stauung des Clubbiedean Burn wurden 1850 abgeschlossen. Wie auch die umliegenden Seen, dient der Stausee der Wasserversorgung von Edinburgh. Betreiber ist der Wasserversorger Scottish Water. Der See ist mit Forellen bestückt und eignet sich zum Angeln.

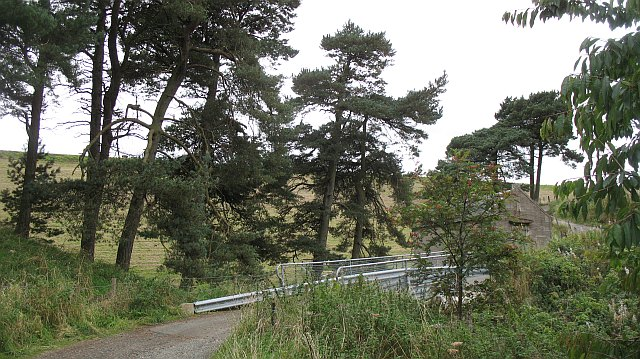
Der abschließende Erdwall
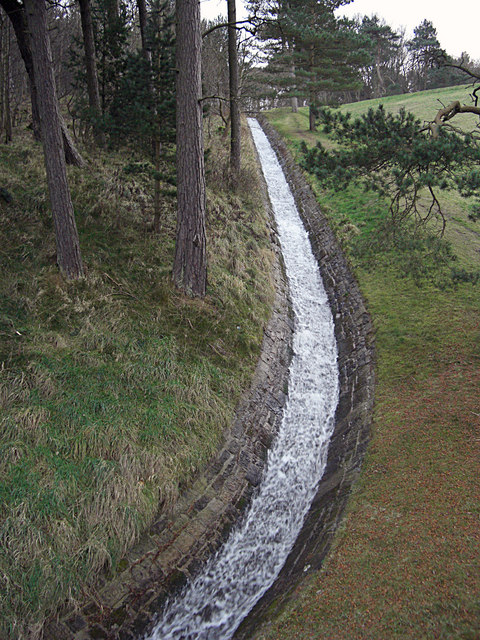
Abfluss aus dem Stausee